# Sphaerodactylus microlepis
Sphaerodactylus microlepis es una especie de geco del género Sphaerodactylus, familia Sphaerodactylidae, orden Squamata. Fue descrita científicamente por Reinhardt y Lütken en 1862.

## Descripción
La longitud hocico-respiradero en machos y hembras es de 34 milímetros.

## Distribución
Se distribuye por Dominica.